# La Libre Belgique
La Libre Belgique è un quotidiano generalista belga in lingua francese. È stato fondato nel 1883 sotto il nome di Patriote.
Il quotidiano ha ottenuto una certa notorietà in internet a seguito della causa vinta contro Google per presunta infrazione del copyright. Il caso si basò sul fatto che il motore di ricerca mostrava parte delle notizie del sito web del quotidiano attraverso il servizio Google News. Un giudice belga ha sentenziato la non conformità con la legislazione del Belgio, ed ha ordinato a Google di cessare tutte le violazioni di copyright dalle sue pagine web.